# Evrard Dion Oulai
Pour les articles homonymes, voir Dion.
Pas d'image ? Cliquez ici

a Compétitions nationales et continentales officielles uniquement.

b Matchs officiels uniquement.
Dernière mise à jour le 3 août 2023.
Evrard Dion Oulai, né le 22 juin 1993 en Côte d'Ivoire, est un joueur ivoirien de rugby à XV évoluant aux postes de deuxième ligne ou troisième ligne aile. Il évolue avec le club français de l'Union sportive carcassonnaise XV en Pro D2 depuis 2025. Il mesure 1,98 m pour 135 kg.

## Carrière

### En club
Evrard Dion Oulai découvre le rugby sur le tard à l'âge de 17 ans dans le championnat amateur de son pays natal, la Côte d'Ivoire.
En 2014, il rejoint le centre de formation du club français de l'US Carcassonne qui évolue en Pro D2 pour deux saisons. Après une première saison d'adaptation où il joue surtout avec les espoirs, il s'impose lors de sa deuxième saison au club et impressionne par sa puissance physique.
Il rejoint l'Aviron bayonnais en 2016, alors que le club vient d'être promu en Top 14. Il est peu utilisé lors de sa première saison dans l'élite française, mais obtient davantage de temps de jeu lorsque son équipe est reléguée en Pro D2,. En 2019, son club est à nouveau promu en Top 14, après une finale remportée face à Brive.
En octobre 2019, il quitte en cours de saison Bayonne, où il est en manque de temps de jeu, pour rejoindre l'US Montauban en Pro D2.
Après deux saisons à Montauban, il annonce son départ au RC Massy en Nationale lors de l'intersaison 2021, avec lequel il signe un contrat de deux ans. Au terme de sa première saison au club, son club remporte le championnat, et accède à la Pro D2. À l'échelon supérieur, le club francilien connaît une saison difficile, et se voit immédiatement relégué en Nationale.
Oulai quitte Massy dans la foulée de cette relégation, et s'engage avec le SC Albi pour la saison 2023-2024 de Nationale,.

### En sélection
En juillet 2021, il participe avec la Côte d'Ivoire à la Coupe d'Afrique, et est notamment titulaire lors de la victoire historique face à la Namibie.
L'année suivante, il dispute les phases finales de Coupe d'Afrique avec sa sélection, qualificatives pour la Coupe du monde 2023. Les Éléphants échouent à se qualifier, après une défaite en quart de finale face au Zimbabwe.

## Palmarès

### En club
- Vainqueur du Championnat de France de Pro D2 en 2019 avec l'Aviron bayonnais.
- Vainqueur du Championnat de France de Nationale en 2022 avec le RC Massy.